# فريدريك ريمنجتن
فريدريك ساكريدير ريمينجتون (بالإنجليزية: Frederic Sackrider Remington) (من 4 من أكتوبر 1861م حتى 26 من ديسمبر 1909م) هو رسام أمريكي ومصور ونحات وكاتب، اشتهر بتصويره لـلغرب الأمريكي، وخصوصًا في الربع الأخير من القرن التاسع عشر، حيث ركز على صور رعاة البقر في الغرب الأمريكي، وهنود أمريكا وسلاح الفرسان الأمريكي .

## نشأته
ولد ريمينغتون في كانتون بولاية نيويورك، في عام 1861 لوالديه سيث بييربونت ريمينغتون (1830-1880) وكلاريسا (كلارا) باسكوم ساكريدر (1836-1912).
امتلكت عائلة والده العديد من متاجر الأجهزة وهاجرت من أراضي الألزاس واللورين في أوائل القرن الثامن عشر. تنحدر عائلة والدته من أصول فرنسية من الباسك، والتي هاجرت إلى أمريكا في أوائل القرن السابع عشر واتخذت من وندسور، كونيكتيكت مقرًا لها. عمل والد ريمينغتون عقيدًا في جيش الاتحاد خلال الحرب الأهلية الأمريكية، ووصلت عائلته إلى أمريكا من إنجلترا في عام 1637. عمل محررًا للصحف ومديرًا للبريد، وأسس أسرة جمهورية قوية نشطت في مجال السياسة المحلية. اعتاد آل ريمينغتون ركوب الخيل. عمل صموئيل باسكوم، أحد أجداد ريمينغتون، في صناعة السروج وتجارتها. اشترك أسلاف ريمينغتون في الحرب الفرنسية والهندية والثورة الأمريكية وحرب عام 1812.
يرتبط ريمينغتون بصلة قرابة بإليفاليت ريمينغتون، مؤسس شركة ريمينغتون آرمز، التي تعتبر أحد أقدم الشركات المصنعة للأسلحة في أمريكا. يرتبط كذلك بثلاثة رجال جبليين مشهورين: جيداديا سميث وجوناثان وارنر وروبرت نيويل. بصلة قرابته التي تربطه بوارنر، يرتبط ريمينغتون كذلك بجورج واشنطن، أول رئيس أمريكي.
انشغل العقيد ريمينغتون بالحرب خلال معظم السنوات الأربع الأولى من حياة ابنه. بعد الحرب، نقل عائلته إلى بلومنغتون، إلينوي لفترة حيث جرى تعيينه محررًا لحزب بلومنجتون الجمهوري، لكن العائلة عادت إلى كانتون في عام 1867. ريمينغتون هو الطفل الوحيد لوالديه، وعادة ما حصل على الاهتمام والتأييد. تميز بكونه طفلًا نشطًا، كبيرًا وقويًا بالنسبة لعمره، يحب الصيد والسباحة والركوب والذهاب للتخييم. كان طالبًا ضعيفًا، ولا سيما في الرياضيات، ما شكّل عقبة أمام طموحات والده له بالالتحاق بأكاديمية ويست بوينت. بدأ في رسم اللوحات ورسومات للجنود ورعاة البقر في سن مبكرة.
انتقلت العائلة إلى أوغدينسبيرغ، نيويورك عندما بلغ ريمينغتون أحد عشر عامًا والتحق بمعهد فيرمونت الأسقفي، وهي مدرسة عسكرية تديرها الكنيسة، حيث تأمل والده أن يساهم الانضباط في الحد من افتقار ابنه إلى التركيز وربما الحصول على مهنة عسكرية. أخذ ريمينغتون دروسه الأولى في الرسم في المعهد. انتقل بعدها إلى مدرسة عسكرية أخرى حيث كان زميلًا لطيفًا لأقرانه وذو روح سخية، ولكنه كان مهملًا وكسولًا ما جعله بالتأكيد غير صالح للحياة العسكرية. استمتع برسم الرسوم الكاريكاتورية والصور المظللة لزملائه في الفصل. عندما بلغ 17 عامًا من عمره، كتب إلى عمه عن طموحاته المتواضعة، «لم أرغب بإجهاد نفسي في العمل قط. لدي حياة قصيرة واحدة ولا أطمح إلى الثروة أو الشهرة إلى الحد الذي لا يمكن الحصول عليها إلا من خلال بذل جهد غير اعتيادي من جانبي.» تخيل نفسه يعمل صحفيًا، مع اتخاذ الفن عملًا فرعيًا.
التحق ريمينغتون بمدرسة الفنون في جامعة ييل ودرس بإشراف جون هنري نيماير. كان ريمينغتون الطالب الذكر الوحيد في سنته الأولى. رأى أن كرة القدم والملاكمة أكثر إثارة للاهتمام من التدريب الفني الرسمي، ولا سيما رسم النماذج والأشياء الساكنة. فضل الرسم الحركي وكان أول رسم توضيحي له هو رسم كاريكاتوري لـ«لاعب كرة قدم مضمد» لصحيفة ييل كورانت الطلابية. على الرغم من أن نجمه لم يسطع في فريق ييل لكرة القدم، كانت مشاركته مصدر فخر كبير لريمينغتون وعائلته. ترك جامعة ييل في عام 1879 للاعتناء بوالده المريض المصاب بالسل. توفي والده بعد عام، عن عمر يناهز 50 عامًا، وأقام مواطنو أوغدينسبورغ جنازة محترمة له. حصل عم ريمينغتون مارت على وظيفة كتابية جيدة الأجر لابن أخيه في ألباني، نيويورك، حيث اعتاد ريمينغتون العودة إلى المنزل في عطلات نهاية الأسبوع لرؤية صديقته إيفا كاتين. رفض والد إيفا طلب ريمينغتون خطبتها، وعمل بعدها مراسلًا لصحيفة عمه وفي وظائف أخرى لفترات قصيرة.
عاش ريمينغتون بالاعتماد على ما ورثه من والده ودخله المتواضع في العمل، ورفض العودة إلى مدرسة الفنون وفضل إمضاء الوقت في التخييم والاستمتاع وحده. في التاسعة عشرة من عمره، ذهب في أول رحلة له غربًا، إلى مونتانا، لشراء قطيع من الماشية ثم ما يجعله يدخل قطاع التعدين، ولكنه أدرك عدم امتلاكه رأس مال كافٍ لأي منهما. في الغرب الأمريكي عام 1881، شهد البراري الشاسعة، وقطعان البيسون الأمريكي الآخذة في التضاؤل، والماشية غير المحمية، وآخر المواجهات الكبرى لسلاح الفرسان الأمريكي وقبائل الأمريكيين الأصليين، وهي مشاهد تخيلها منذ طفولته. اصطاد الدببة الرمادية مع مونتاغيو ستيفنز في نيو مكسيكو عام 1895. على الرغم من أن ريمينغتون ذهب في هذه الرحلة على سبيل المزاح، تمكن من تكوين رؤية أكثر أصالة للغرب مقارنة ببعض الفنانين والكتاب اللاحقين الذين ساروا على خطاه، مثل إن سي ويث وزين جراي، الذين برزوا بعد خمسة وعشرين عامًا عندما أصبح الكثير من الغرب الأسطوري محض تاريخ. في عام 1883، ذهب ريمينغتون إلى ريف كانساس، جنوب مدينة بيبودي بالقرب من مجتمع بلوم غروف الصغير، لتجربة العمل في تربية الأغنام وتجارة الصوف. استثمر ميراثه بالكامل ولكنه وجد تربية المواشي مهنة قاسية ومملة ومعزولة عن أرقى الأمور التي اعتاد عليها من حياة الساحل الشرقي، واعتبره أصحاب المزارع الحقيقيون كسولًا. في عام 1884، باع ريمينغتون أرضه.
واصل ريمينغتون الرسم، ولكن رسوماته في هذه المرحلة كانت ما تزال كرتونية ولا تتعدى مستوى الهواة. بعد أقل من عام، عاد إلى منزله بعد أن باع مزرعته. حصل على المزيد من رأس المال من والدته، وعاد إلى مدينة كانساس سيتي لبدء العمل في تجارة الأجهزة، ولكنه تعرّض للخداع ما تسبب في فشله، وأعاد استثمار أمواله وأصبح شريكًا صامتًا نصف مالك لصالون. في عام 1884، عاد إلى المنزل وتزوج بإيفا كاتين، وعاد الزوجان إلى مدينة كانساس على الفور. لم تكُن زوجته راضية عن حياته في الصالون ولم تتأثر برسومات زبائن الصالون التي اعتاد ريمينغتون عرضها لها. عندما أصبحت مهنته الحقيقية معروفة، تركته وعادت إلى أوغدينسبيرغ. مع رحيل زوجته وانهيار عمله، بدأ ريمينغتون في الرسم والطلاء بجدية، وقايض رسوماته مقابل الاحتياجات الأساسية.
سرعان ما حقق ريمينغتون نجاحًا كافيًا في بيع لوحاته للسكان المحليين ليعتبر الفن مهنة حقيقية. عاد إلى المنزل مرة أخرى إلى زوجته، بعد أن نفد ميراثه، ولكن إيمانه بمسيرته المهنية الجديدة بقي قويًا، وانتقل إلى بروكلين. بدأ الدراسة في جمعية طلاب الفنون في نيويورك وعزز أسلوبه الجديد على نحو كبير وإن كان ما يزال صعبًا. اختار توقيتًا ممتازًا، حيث تزايد اهتمام الصحف بالغرب المتحضر. قدم رسومًا توضيحية ورسومات تخطيطية وأعمالًا أخرى للنشر مع موضوعات غربية إلى صحيفة كوليرز هاربرز ويكلي، واكتسب مصداقية لدى الناشرين الشرقيين الذين يبحثون عن الأصالة بفضل تجاربه الغربية الأخيرة (المبالغ فيها للغاية) وسلوكه كراعي للبقر. في 9 يناير 1886، ظهر أول غلاف له على صفحة كاملة باسمه في صحيفة هاربرز ويكلي، عندما كان في الخامسة والعشرين من عمره. تمكن ريمينغتون من متابعة مسيرته الفنية بفضل دعم زوجته والدعم المالي الذي قدمه عمه بيل له.

### قائمة المصادر
- Allen, Douglas, Frederic Remington and the Spanish-American War, New York : Crown, 1971.
- Peggy & Harold Samuels, Frederic Remington: A Biography, Doubleday & Co., Garden City NY, 1982, ISBN 0-385-14738-4.
- Brian W. Dippie, Remington & Russell, University of Texas, Austin, 1994, ISBN 0-292-71569-2.
- Brian W. Dippie, The Frederic Remington Art Museum Collection, Frederic Remington Art Museum, Ogdensburg, NY, 2001, ISBN 0-8109-6711-1.
- Michael D. Greenbaum, Icons of the West: Frederic Remington's Sculpture, Frederic Remington Art Museum, Ogdensburg, NY, 1996, ISBN 0-9651050-0-8.

## وصلات خارجية
- فريدريك ريمنجتن على موقع الموسوعة البريطانية (الإنجليزية)
- فريدريك ريمنجتن على موقع إن إن دي بي (الإنجليزية)
- فريدريك ريمنجتن على موقع ديسكوغز (الإنجليزية)
- Sid Richardson Museum؛ includes biography
- Works from the Permanent Collection of the Utah Museum of Fine Arts نسخة محفوظة 15 أكتوبر 2012 على موقع واي باك مشين.
- Frederic Remington The Online Art Museum
- Frederic Remington Art Museum in Ogdensburg, New York
- frederic-remington.org, 108 works by Frederic Remington
- R.W. Norton Art Gallery feature on the artist Frederic Remington: Coming Through the Rye
- PBS on Remington
- مؤلفات Frederic Remington في مشروع غوتنبرغ
- National Gallery web feature on the artist highlighting nocturnal paintings in the exhibition Frederic Remington: The Color of Night
- Remington Gallery at Museum Syndicate
- Sterling and Francine Clark Art Institute 2008 exhibition, Remington Looking West
- The Wounded Bunkie at the Birmingham Museum of Art
- Frederic Remington exhibition catalogs